# Black Sabbath-diszkográfia
Az angol Black Sabbath metalegyüttes diszkográfiája 18 stúdióalbumot, 5 koncertlemezt, 44 kislemezt és 10 videót foglal magában. Ez a lista nem tartalmazza a Black Sabbath valamikori tagjainak különféle lemezeit, és a Heaven and Hell néven megjelent kiadványokat sem.

## Stúdióalbumok
| Év   | Album címe | Helyezések | Helyezések | Helyezések | Helyezések | Helyezések | Helyezések | Helyezések    | Eladási minősítések                         |
| Év   | Album címe | Anglia     | Ausztria   | Hollandia  | Norvégia   | Svédország | Svájc      | Billboard 200 | Eladási minősítések                         |
| ---- | --- | ---------- | ---------- | ---------- | ---------- | ---------- | ---------- | ------------- | ------------------------------------------- |
| 1970 | Black Sabbath - Megjelent: 1970. február 13. - Kiadó: Vertigo Records, Warner Bros. Records - Formátum: CD, Magnókazetta, Bakelitlemez     | 8          | —          | —          | —          | —          | —          | 23            | Platina (USA) Arany (Kanada)                |
| 1970 | Paranoid - Megjelent: 1970. szeptember 18. - Kiadó: Vertigo, Warner Bros. - Formátum: CD, Magnókazetta, Bakelitlemez                       | 1          | —          | 2          | 5          | —          | —          | 12            | 4× Platina (USA) Platina (Kanada)           |
| 1971 | Master of Reality - Megjelent: 1971. július 21. - Kiadó: Vertigo, Warner Bros. - Formátum: CD, Magnókazetta, Bakelitlemez                  | 5          | —          | —          | 12         | —          | —          | 8             | 2× Platina (USA) Platina (Kanada)           |
| 1972 | Black Sabbath Vol. 4 - Megjelent: 1972. szeptember 25. - Kiadó: Vertigo, Warner Bros. - Formátum: CD, Magnókazetta, Bakelitlemez           | 8          | —          | —          | 7          | —          | —          | 13            | Platina (USA) Platina (Kanada)              |
| 1973 | Sabbath Bloody Sabbath - Megjelent: 1973. december 1. - Kiadó: World Wide Artists, Warner Bros. - Formátum: CD, Magnókazetta, Bakelitlemez | 4          | —          | —          | 6          | —          | —          | 11            | Ezüst (Anglia) Platina (USA) Arany (Kanada) |
| 1975 | Sabotage - Megjelent: 1975. július 28. - Kiadó: Nems, Warner Bros. - Formátum: CD, Magnókazetta, Bakelitlemez                              | 7          | 9          | —          | 6          | 33         | —          | 28            | Ezüst (Anglia) Arany (USA)                  |
| 1976 | Technical Ecstasy - Megjelent: 1976. szeptember 25. - Kiadó: Vertigo, Warner Bros. - Formátum: CD, Magnókazetta, Bakelitlemez              | 13         | —          | —          | —          | 33         | —          | 51            | Arany (USA)                                 |
| 1978 | Never Say Die! - Megjelent: 1978. szeptember 28. - Kiadó: Nems, Warner Bros. - Formátum: CD, Magnókazetta, Bakelitlemez                    | 12         | —          | —          | —          | 37         | —          | 69            | Arany (USA)                                 |
| 1980 | Heaven and Hell - Megjelent: 1980. április 25. - Kiadó: Nems, Warner Bros. - Formátum: CD, Magnókazetta, Bakelitlemez                      | 9          | —          | —          | 22         | 25         | —          | 28            | Arany (Anglia) Platina (USA) Arany (Kanada) |
| 1981 | Mob Rules - Megjelent: 1981. november 4. - Kiadó: Vertigo, Warner Bros. - Formátum: CD, Magnókazetta, Bakelitlemez                         | 12         | —          | —          | —          | 30         | —          | 29            | Ezüst (Anglia) Arany (USA) Arany (Kanada)   |
| 1983 | Born Again - Megjelent: 1983. augusztus 7. - Kiadó: Vertigo, Warner Bros. - Formátum: CD, Magnókazetta, Bakelitlemez                       | 4          | —          | —          | 14         | 7          | —          | 39            |                                             |
| 1986 | Seventh Star - Megjelent: 1986. január 28. - Kiadó: Vertigo, Warner Bros. - Formátum: CD, Magnókazetta, Bakelitlemez                       | 27         | —          | —          | 17         | 11         | —          | 78            |                                             |
| 1987 | The Eternal Idol - Megjelent: 1987. november 1. - Kiadó: Vertigo, Warner Bros. - Formátum: CD, Magnókazetta, Bakelitlemez                  | 66         | —          | —          | —          | —          | —          | 168           |                                             |
| 1989 | Headless Cross - Megjelent: 1989. április 1. - Kiadó: I.R.S. Records - Formátum: CD, Magnókazetta, Bakelitlemez                            | 31         | —          | —          | —          | 22         | 23         | 115           |                                             |
| 1990 | Tyr - Megjelent: 1990. augusztus 20. - Kiadó: I.R.S. - Formátum: CD, Magnókazetta, Bakelitlemez                                            | 24         | 24         | —          | —          | 24         | 24         | —             |                                             |
| 1992 | Dehumanizer - Megjelent: 1992. június 22. - Kiadó: I.R.S. - Formátum: CD, Magnókazetta, Bakelitlemez                                       | 28         | 7          | —          | —          | 12         | 13         | 44            |                                             |
| 1994 | Cross Purposes - Megjelent: 1994. január 31. - Kiadó: I.R.S. - Formátum: CD, Magnókazetta, Bakelitlemez                                    | 41         | 23         | 85         | —          | 9          | 41         | 122           |                                             |
| 1995 | Forbidden - Megjelent: 1995. június 8. - Kiadó: I.R.S. - Formátum: CD, Magnókazetta, Bakelitlemez                                          | 71         | 40         | 86         | —          | 19         | 48         | —             |                                             |
| 2013 | 13 - Megjelenés: 2013. június 10. - Kiadó: Vertigo, Universal - Formátum: CD, Bakelitlemez, Díszdobozos kiadás                             | 71         | 40         | 86         | —          | 19         | 48         | —             |                                             |
|      | |            |            |            |            |            |            |               |                                             |

## Koncertlemezek
| Év   | Album címe                                                                                        | Helyezések | Helyezések | Helyezések | Helyezések | Helyezések | Eladási minősítések            |
| Év   | Album címe                                                                                        | Anglia     | Finn       | Francia    | Svéd       | USA        | Eladási minősítések            |
| ---- | ------------------------------------------------------------------------------------------------- | ---------- | ---------- | ---------- | ---------- | ---------- | ------------------------------ |
| 1982 | Live Evil - Megjelent: 1982. december - Kiadó: Vertigo, Warner Bros. - Formátum: CD, Bakelitlemez | 13         | —          | —          | 15         | 37         |                                |
| 1995 | Cross Purposes Live - Megjelent: 1995 - Kiadó: I.R.S. Records - Formátum: CD                      | —          | —          | —          | —          | —          |                                |
| 1998 | Reunion - Megjelent: 1998. október 20. - Kiadó: Epic - Formátum: Dupla CD, Dupla magnókazetta     | 41         | 29         | 65         | 11         | 11         | Platina (USA) Platina (Kanada) |
| 2002 | Past Lives - Megjelent: 2002. augusztus 20. - Kiadó: Sanctuary Records - Formátum: CD             | —          | —          | —          | —          | 114        |                                |
| 2007 | Live at Hammersmith Odeon - Megjelent: 2007. május 1. - Kiadó: Rhino Handmade - Formátum: CD      | —          | —          | —          | —          | —          |                                |
|      |                                                                                                   |            |            |            |            |            |                                |

## Válogatásalbumok
2000-ben megjelent:
The best of Black Sabbath
32 remaszterizált dal, 4-LP-n.
Limitált példányban.
Kiadó: Castle Music LTD

| Év   | Album címe                                                    | Helyezések | Helyezések | Helyezések | Helyezések | Eladási minősítések             |
| Év   | Album címe                                                    | Anglia     | Norvég     | Svéd       | USA        | Eladási minősítések             |
| ---- | ------------------------------------------------------------- | ---------- | ---------- | ---------- | ---------- | ------------------------------- |
| 1975 | We Sold Our Soul for Rock 'n' Roll                            | 35         | —          | 21         | 48         | Ezüst (Anglia) 2× Platina (USA) |
| 1992 | The Collection                                                | —          | —          | —          | —          |                                 |
| 1996 | The Sabbath Stones                                            | —          | —          | —          | —          |                                 |
| 2002 | Symptom of the Universe: The Original Black Sabbath 1970-1978 | —          | —          | —          | —          |                                 |
| 2004 | Black Box: The Complete Original Black Sabbath (1970–1978)    | —          | —          | —          | —          |                                 |
| 2006 | Greatest Hits 1970-1978                                       | —          | —          | —          | 96         |                                 |
| 2007 | Black Sabbath: The Dio Years                                  | —          | 35         | 32         | 54         |                                 |
| 2008 | The Rules of Hell                                             | —          | —          | —          | —          |                                 |
| 2009 | Greatest Hits                                                 | —          | —          | —          | —          |                                 |
|      |                                                               |            |            |            |            |                                 |

## Kislemezek
| Év   | Cím                              | Helyezések | Helyezések | Helyezések | Helyezések | Helyezések | Helyezések                 | Album                        |
| Év   | Cím                              | Anglia     | Ausztria   | Norvég     | Svéd       | USA        | Hot Mainstream Rock Tracks | Album                        |
| ---- | -------------------------------- | ---------- | ---------- | ---------- | ---------- | ---------- | -------------------------- | ---------------------------- |
| 1970 | "Evil Woman"                     | —          | —          | —          | —          | —          | —                          | Black Sabbath                |
| 1970 | "Black Sabbath"                  | —          | —          | —          | —          | —          | —                          | Black Sabbath                |
| 1970 | "N.I.B."                         | —          | —          | —          | —          | —          | —                          | Black Sabbath                |
| 1970 | "The Wizard"                     | —          | —          | —          | —          | —          | —                          | Black Sabbath                |
| 1970 | "Paranoid"                       | 4          | 3          | 6          | 2          | 61         | —                          | Paranoid                     |
| 1971 | "Iron Man"                       | —          | —          | —          | —          | 52         | —                          | Paranoid                     |
| 1971 | "War Pigs"                       | —          | —          | —          | —          | —          | —                          | Paranoid                     |
| 1971 | "Fairies Wear Boots"             | —          | —          | —          | —          | —          | —                          | Paranoid                     |
| 1971 | "Sweet Leaf"                     | —          | —          | —          | —          | —          | —                          | Master of Reality            |
| 1971 | "Children of the Grave"          | —          | —          | —          | —          | —          | —                          | Master of Reality            |
| 1972 | "After Forever"                  | —          | —          | —          | —          | —          | —                          | Master of Reality            |
| 1972 | "Snowblind"                      | —          | —          | —          | —          | —          | —                          | Black Sabbath Vol. 4         |
| 1972 | "Tomorrow's Dream"               | —          | —          | —          | —          | —          | —                          | Black Sabbath Vol. 4         |
| 1973 | "Supernaut"                      | —          | —          | —          | —          | —          | —                          | Black Sabbath Vol. 4         |
| 1973 | "Changes"                        | —          | —          | —          | —          | —          | —                          | Black Sabbath Vol. 4         |
| 1973 | "Sabbath Bloody Sabbath"         | —          | —          | —          | —          | —          | —                          | Sabbath Bloody Sabbath       |
| 1974 | "Sabbra Cadabra"                 | —          | —          | —          | —          | —          | —                          | Sabbath Bloody Sabbath       |
| 1975 | "Am I Going Insane (Radio)"      | —          | —          | —          | —          | —          | —                          | Sabotage                     |
| 1975 | "Hole in the Sky"                | —          | —          | —          | —          | —          | —                          | Sabotage                     |
| 1975 | "Symptom of the Universe"        | —          | —          | —          | —          | —          | —                          | Sabotage                     |
| 1976 | "Rock 'n' Roll Doctor"           | —          | —          | —          | —          | —          | —                          | Technical Ecstasy            |
| 1976 | "Dirty Women"                    | —          | —          | —          | —          | —          | —                          | Technical Ecstasy            |
| 1978 | "Never Say Die!"                 | 21         | —          | —          | —          | —          | —                          | Never Say Die!               |
| 1978 | "A Hard Road"                    | 33         | —          | —          | —          | —          | —                          | Never Say Die!               |
| 1980 | "Neon Knights"                   | 22         | —          | —          | —          | —          | 17                         | Heaven and Hell              |
| 1980 | "Die Young"                      | 41         | —          | —          | —          | —          | —                          | Heaven and Hell              |
| 1981 | "The Mob Rules"                  | 46         | —          | —          | —          | —          | —                          | Mob Rules                    |
| 1982 | "Turn up the night"              | 37         | —          | —          | —          | —          | 24                         | Mob Rules                    |
| 1982 | "Voodoo"                         | —          | —          | —          | —          | —          | 46                         | Mob Rules                    |
| 1983 | "Trashed"                        | —          | —          | —          | —          | —          | —                          | Born Again                   |
| 1986 | "No Stranger to Love"            | —          | —          | —          | —          | —          | —                          | Seventh Star                 |
| 1987 | "The Shining"                    | —          | —          | —          | —          | —          | —                          | The Eternal Idol             |
| 1989 | "Headless Cross"                 | 62         | —          | —          | —          | —          | —                          | Headless Cross               |
| 1989 | "Devil and Daughter"             | 81         | —          | —          | —          | —          | —                          | Headless Cross               |
| 1990 | "Feels Good to Me"               | 79         | —          | —          | —          | —          | —                          | Tyr                          |
| 1992 | "TV Crimes"                      | 33         | —          | —          | —          | —          | —                          | Dehumanizer                  |
| 1994 | "The Hand That Rocks the Cradle" | —          | —          | —          | —          | —          | —                          | Cross Purposes               |
| 1998 | "Psycho Man"                     | —          | —          | —          | —          | —          | 3                          | Reunion                      |
| 1999 | "Selling My Soul"                | —          | —          | —          | —          | —          | 17                         | Reunion                      |
| 2007 | "The Devil Cried"                | —          | —          | —          | —          | —          | 38                         | Black Sabbath: The Dio Years |
|      |                                  |            |            |            |            |            |                            |                              |

## Videók
| Év   | Cím                                                                                       | Eladási minősítések                             |
| ---- | ----------------------------------------------------------------------------------------- | ----------------------------------------------- |
| 1978 | Never Say Die - Megjelent: 1978 - Kiadó: Sanctuary Records - Formátum: VHS, DVD           |                                                 |
| 1980 | Black and Blue - Megjelent: 1980 - Kiadó: - Formátum: VHS, DVD                            |                                                 |
| 1992 | The Black Sabbath Story, Vol. 1 - Megjelent: 1992 - Kiadó: Sanctuary - Formátum: VHS, DVD | Platina (USA) Arany (Kanada) Arany (Ausztrália) |
| 1992 | The Black Sabbath Story, Vol. 2 - Megjelent: 1992 - Kiadó: Sanctuary - Formátum: VHS, DVD | Arany (USA)                                     |
| 1995 | Cross Purposes Live - Megjelent: 1995 - Kiadó: Picture - Formátum: VHS, DVD               |                                                 |
| 1999 | The Last Supper - Megjelent: 1999 - Kiadó: Sony - Formátum: VHS, DVD                      |                                                 |
| 1999 | Inside Black Sabbath – 1970–1992 - Megjelent: 1999 - Kiadó: Sony - Formátum: VHS, DVD     |                                                 |
| 2005 | Black Sabbath's Paranoid - Megjelent: 2005 - Kiadó: Navarre Corporation - Formátum: DVD   |                                                 |
| 2005 | Black Sabbath – Rock Review - Megjelent: 2005 - Kiadó: - Formátum: DVD                    |                                                 |
| 2007 | In Their Own Words - Megjelent: 2007 - Kiadó: - Formátum: DVD                             |                                                 |

## Nem hivatalos kiadványok
Ebben a szakaszban nem hivatalos, a zenekar együttműködése nélküli kiadványok szerepelnek.
- 1970 – Come To The Sabbath. Bootleg párizsi koncert.
- 1980 – Live at Last (Élő – 1973-tól: Iommi, Osbourne, Butler, Ward); #5 Anglia. Végül felújított minőségben hivatalosan is megjelent.
- 1977 – Greatest Hits. Nem tévesztendő össze a Greatest Hits 1970-1978 című kiadvánnyal. Ezen a válogatáson csak az első 5 albumról szerepelnek dalok.
- 1974 – Bagdad (élő felvétel a California Jam fesztiválról, 1974-ből)
- 1976 – The Original (Német válogatás)
- 1978 – Rock Heavies (Német válogatás)
- 1978 – Rock Legends (Válogatás)
- 1983 – The Best (Ausztrál válogatás)
- 1983 – The Very Best of Black Sabbath (Dél-Afrikai válogatás)
- 1984, 1987 – The Kings of Hell (Brazil válogatás)
- 1985 – The Sabbath Collection (Angol válogatás)
- 1989 – Black Sabbath (Szovjet válogatás). A dalok az első két albumról szerepelnek.
- 1991 – Backtrackin (Ausztrál válogatás)
- 1991 – Children of the Grave (lényegében a Vol. 4 album, melyen továbbá helyet kapott a Children of the Grave koncertfelvétele is.)
- 1994 – The Ozzy Osbourne Years (3 CD-s japán kiadvány, mely az első hat album összes dalát tartalmazza, kivéve az instrumentális felvételeket, továbbá az "Evil Woman" helyett a "Wicked World" szerepel.)
- 1995 – Best Ballads
- 1995 – Between Heaven and Hell [1970-1983]
- 1996 – Under Wheels of Confusion (4 CD-s válogatás mely az 1970-1987 közötti korszak dalait tartalmazza, vagyis a Warner Bros. Records által kiadott lemezekről válogat.
- 2000 – The Best of Black Sabbath (Ezen a címen két válogatás is megjelent korábban 1973-ban és 1976-ban.)
- 2006 – Paranoid (DVD)